# Маганге
Маганге (исп. Magangué) — город и муниципалитет в Колумбии в составе департамента Боливар. В своё время Маганге был важным речным портом, но из-за политических неурядиц он потерял свой статус. Тем не менее у города есть потенциал для возрождения и развития из-за своего стратегического положения.

## Географическое положение

Муниципалитет Маганге

Город расположен в департаменте Боливар на правом берегу реки Магдалена. Абсолютная высота — 49 метров над уровнем моря.

Площадь муниципалитета составляет 1 568 км².

## Население
По данным Национального административного департамента статистики Колумбии, совокупная численность населения города и муниципалитета в 2012 году составляла 123 312 человека.
Динамика численности населения города по годам:
| 2005    | 2006    | 2007    | 2008    | 2009    | 2010    | 2011    | 2012    |
| ------- | ------- | ------- | ------- | ------- | ------- | ------- | ------- |
| 121 515 | 121 841 | 122 143 | 122 423 | 122 680 | 122 913 | 123 124 | 123 312 |

Согласно данным переписи 2005 года мужчины составляли 50,4 % от населения города, женщины — соответственно 49,6 %. В расовом отношении белые и метисы составляли 84,5 % от населения города; негры — 15,5 %..
Уровень грамотности среди населения старше 5 лет составлял 82,3 %.